# Шаји ан Бјер
Саји ан Бјер (фр. Chailly-en-Bière) насеље је и општина у Француској у региону Париски регион, у департману Сена и Марна која припада префектури Мелен.
По подацима из 2011. године у општини је живело 1974 становника, а густина насељености је износила 163 становника/km². Општина се простире на површини од 13,08 km². Налази се на средњој надморској висини од | метара (максималној 93 m, а минималној 76 m).

## Демографија
| 1962. | 1968. | 1975. | 1982. | 1990. | 1999. | 2011. |
| ----- | ----- | ----- | ----- | ----- | ----- | ----- |
| 1.028 | 1.040 | 1.315 | 1.757 | 2.029 | 2.129 | 1.974 |

График промене броја становника у току последњих година